# Kalisz Pomorski Miasto
Kalisz Pomorski Miasto – przystanek kolejowy w Kaliszu Pomorskim w województwie zachodniopomorskim, w Polsce. Obecnie przystanek pełni rolę bocznicy szlakowej szlaku 365 (Szczecin - Piła). Na przystanek około północy przyjeżdżają pociągi ze Szczecina i Stargard, nocują tam i następnego dnia, o godzinie 5:40 wyruszają jako składy do Wałcza i Piły. Po wprowadzeniu nowego rozkładu jazdy od 15 grudnia 2013 przystanek straci status bocznicy, co oznacza, że pociągi nie będą zajeżdżać na przystanek.

## Połączenia
Do 14 grudnia 2013
- Piła tylko odjazdy
- Szczecin tylko przyjazdy
- Wałcz tylko odjazdy
- Stargard tylko przyjazdy